# Папірус Неша

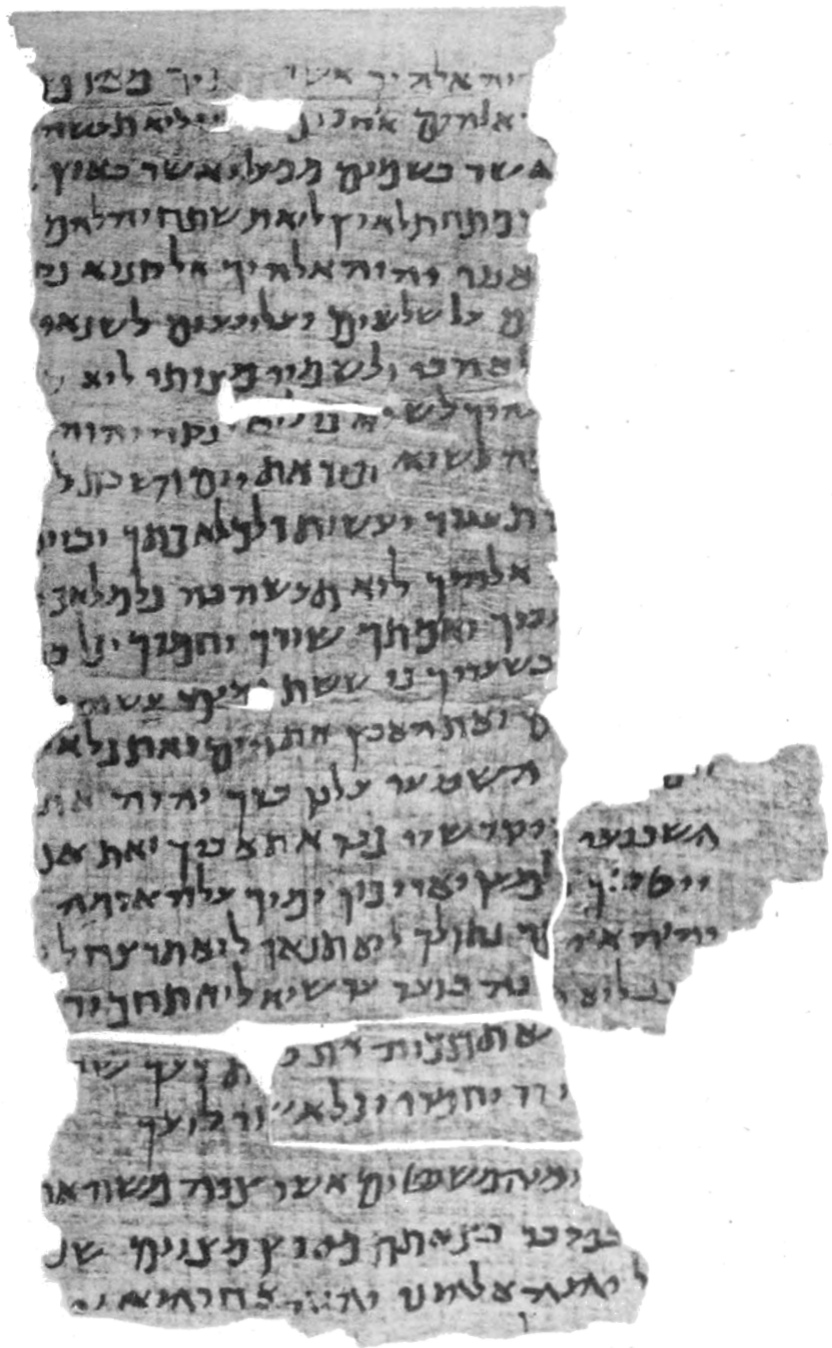
Папірус Неша

Папірус Неша складається з чотирьох фрагментів папірусу, знайдених у Єгипті в 1898 році Волтером Нешем. Він повідомляє, що даний документ було придбано в Єгипті у місцевого торговця разом з кількома стародавніми унікальними фрагментами Одіссеї. Пізніше папірус Неша було передано в Бібліотеку університету Кембридж. Перший опис папірусу опублікував Стенлі Кук в 1903 році. Хоча Кук датував папірус II століттям н. е., пізніші дослідження відсунули дату фрагментів на 150-100 роки до н. е. До відкриття Сувоїв Мертвого моря в 1947 папірус Неша був найдавнішим єврейським манускриптом, відомим науковій громадськості.

## Опис артефакту
Папірус містить 24 рядки. Рядок 25 практично не зберігся, як і подальший текст. Рядки 1-21 містять Десять заповідей. В рядках 22-23 записано текст, який близький до віршів Лев. 26:46 або Повторення Закону 4:45 Масоретського тексту (МТ). З кінця рядка 23 і далі виразно читаємо початок молитви Шма Ісраель. Бічні краї документа зруйновано майже по всій висоті, крім одного фрагмента. Цей фрагмент, а також знання вихідних текстів, дозволяє відновити первісний варіант. В уцілілій частині манускрипту літери видно досить чітко, за винятком кількох місць. Найсуперечливіший момент знаходиться в центрі 20-го рядка. Поверхня папірусу тут дуже пошкоджена. С. Кук вважає, що в даному місці записано слово «תחמוד» (імперфект породи Qal, 2 ос. одн. чол. р. від дієслова חָמַד - бажати, насолоджуватися, знаходити задоволення). Проте Ф. Буркітт, ґрунтуючись на збережених елементах слова, стверджує, що в тексті стоїть «תתאוה» (імперфект породи Hithpa`el, 2 ос. одн. чол. р. від дієслова אָוָה - бажати, прагнути). Аналогічної думки дотримуються упорядники видання Biblia Hebraica Stuttgartensia 1997 року. В будь-якому разі, дане різночитання не змінює суттєво змісту написаного.

## Транслітерація
В таблиці наведено порядкову транслітерацію папірусу сучасним єврейським шрифтом і дослівний переклад тексту. Жирним шрифтом виділено букви, які помітні в документі. Решту тексту відновлено за масоретською традицією з урахуванням характерної орфографії даного манускрипту.
| Стор. | Текст давньоєврейською мовою                   | Український переклад                                                                             |
| ----- | ---------------------------------------------- | ------------------------------------------------------------------------------------------------ |
| 1     | אנכי יהוה אלהיך אשר הוצאתיך מארץ מצרים         | [Я — Й]ХВХ Бог твій, який [виві]в тебе із землі Є[гипта.]                                        |
| 2     | לוא יהיה לך אלהים אחרים על פני לוא תעשה לך פסל | [Нехай не буде у] тебе богів інших [пред ли]цем Моїм, не роби [собі кумира]                      |
| 3     | וכל תמונה אשר בשמים ממעל ואשר בארץ מתחת        | [і всякого зображення,] яке на небі вгорі, і яке на землі [внизу,]                               |
| 4     | ואשר במים מתחת לארץ לוא תשתחוה להם ולוא        | [і яке в вод]і нижче землі. Не вклоняйся їм [і не]                                               |
| 5     | תעבדם כי אנכי יהוה אלהיך אל קנוא פקד עון       | [служи їм, бо] Я - ЙХВХ, Бог твій, Бог заздрісний що карає [за провину]                          |
| 6     | אבות על בנים על שלשים ועל רבעים לשנאי ועשה     | [батьків на ді]тях третіх і на четвертих поколіннях тих, хто ненавидить Мене [і що чинить]       |
| 7     | חסד לאלפים לאהבי ולשמרי מצותי לוא תשא את       | [милість тисячам], хто любить Мене, й хто держиться Моїх заповідей. Не при[зивай]                |
| 8     | שם יהוה אלהיך לשוא כי לוא ינקה יהוה את אשר     | [імені ЙХВХ Б]ога твого надаремно, бо не помилує ЙХВХ [того, хто ]                               |
| 9     | ישא את שמה לשוא זכור את יום השבת לקדשו         | [призиватиме ім'я] надаремно. Пам'ятай день відпочинку [щоб святити його.]                       |
| 10    | ששת ימים תעבוד ועשית כל מלאכתך וביום השביעי    | [Шість дні]в працюй і роби всяку роботу твою, а в день [сьомий -]                                |
| 11    | שבת ליהוה אלהיך לוא תעשה בה כל מלאכה אתה       | [відпочинок заради ЙХВХ] Бога твого. Не роби в нім жодної робо[ти]                               |
| 12    | ובנך ובתך עבדך ואמתך שורך וחמרך וכל בהמתך      | [і син твій і дочка твоя,] раб твій і рабиня твоя, і віл твій, і осел твій і всяка ху[доба твоя] |
| 13    | וגרך אשר בשעריך כי ששת ימים עשה יהוה           | [і приходько твій, що] у воротах твоїх, бо шість днів створив Й[ХВХ]                             |
| 14    | את השמים ואת הארץ את הים ואת כל אשר בם         | [Небе]са і землю, море і все, [що в них]                                                         |
| 15    | וינח ביום השביעי עלכן ברך יהוה את יום          | і спочи[в в день] сьомий, тому по благословив ЙХВХ [день]                                        |
| 16    | השביעי ויקדשיו כבד את אביך ואת אמך למען        | сьомий [і] освятив його. Шануй свого батька та матір тво[ю, щоб]                                 |
| 17    | ייטב לך ולמען יאריחון ימיך על האדמה אשר        | було добре тобі, і щоб довгі були твої дні на землі [яку]                                        |
| 18    | יהוה אלהיך נתן לך לוא תנאף לוא תרצח לוא        | ЙХВХ Бог твій дає тобі. Не чини перелюбу. Не вбивай. Н[е]                                        |
| 19    | תגנב לוא תענה ברעך עד שוא לוא תחמוד את         | [кра]ди. Не св[і]дчи на ближнього твого неправдиво. Не пожадай [того,]                           |
| 20    | אשת רעך לוא תתאוה את בית רעך שדהו ועבדו        | [що в ближнього твого. Н]е бажай д[і]м ближнього твого, пол[е його і раба його]                  |
| 21    | ואמתו ושורו וחמרו וכל אשר לרעך                 | [і рабиню його і вол]а його й віслюка його і все, що ближнього твого.                            |
| 22    | ואלה החקים והמשפתים אשר צוה משה את בני         | [І ось зако]ни та постанови, що Господь наказав Моше с[инам ]                                    |
| 23    | ישראל במדבר בצאתם מארץ מצרים שמע               | [Ізраїлю] в пустелі при виході їх із землі Єгипту. Слух[ай]                                      |
| 24    | ישראל יהוה אלהינו יהוה אחד הוא ואהבת           | [Ізраі]ль, ЙХВХ Бог наш ЙХВХ один є. І воз[люби]                                                 |
| 25    | את יהוה אלהיך בכל לבבך                         | [ЙХВХ Б]о[га твого всі]м [серцем твоїм]…                                                         |

## Особливості тексту
Як відомо, в П'ятикнижжі є дві версії десяти заповідей. Одна записана у Вих.20 :1—17, а друга - під Втор.5 :6—21. Текст папірусу в основному дотримується традиції Виходу, але в деяких місцях містить елементи з версії Повторення Закону. Крім того, манускрипт часто повторює Септуагінту, відрізняючись від Масоретського тексту. Дослідники вважають, що даний документ був спеціально складеним літургійним текстом, який поєднує в собі обидві традиції десяти заповідей, за якими слідує сповідання єдиності Бога - «Шма Ісраель».
Перше, що відзначаємо в папірусі, це відсутність таких слів, сказаних про Єгипет: מבית עבדים - «з дому рабів». Даний вираз присутній в обох версіях заповідей у тексті Танаха, в Септуагінті теж є, але автор папірусу їх опускає. Хоча ця частина манускрипту не збереглася, загальна структура його тексту не залишає місця для настільки довгого уривка. Дослідники пов'язують це з місцем походження папірусу.
Частка לוא містить букву вав (ו) у середині слова як матір читання, що характерно для орфографії кінця епохи другого Храму. Аналогічне написання даного слова бачимо, наприклад, у Великому сувої Ісаї (1Q Isa) з Кумранскої бібліотеки. За масоретською традицією буква вав у даному слові пишеться звичайно лише за наявності питальної частки הֲ або злитого прийменника בְּ.
У заповіді 2, рядок 5, Бога названо אֵל קַנּוֹא. Такий варіант зустрічаємо в Єврейській Біблії лише один раз в Іс. Нав. 24:19, але на зміст тексту це особливо не впливає.
Рядок 9 містить слово «ім'я Його» у формі שמה, тоді як в П'ятикнижжі це слово записується традиційно з буквою вав на кінці замість букви he. Заповідь 4 в тому ж рядку 9 починається дієсловом «Пам'ятай» згідно з традицією Виходу, тоді як у Повторенні Закону написано «Бережи».
У рядку 10 сказано «а в день сьомий». В Єврейській Біблії цей вираз не містить прийменника в обох версіях. В Септуагінті слова «день сьомий» стоять в давальному відмінку, що має на увазі «в день сьомий».
Рядок 11 додає слово בה - «в нім», тобто в день суботній. В масоретському тексті цієї вставки не має, але в Септуагінті читаємо тут εν αυτη, причому в обох версіях заповідей. 
Слово בה, як і у випадку зі словом «ім'я Його» вище, записує присвійний суфікс 3 ос. одн. чол. р. за допомогою букви he, а не вав, як це робиться у всіх інших місцях папірусу. Це може бути ознакою більш давньої орфографії. З іншого боку, בה може відноситися до слова шаббат, яке часто виступає як іменник жіночого роду.
Рядок 12 до списку тих, кому заборонено працювати в суботу, додає вола та віслюка, згідно з версією заповідей з Повторення Закону. Але й тут відсутній текст, продовження заповіді з Повторення Закону, де говориться, «рабом ти був на землі єгипетській» і т. ін. Замість цього причиною дотримання суботи ставиться текст Виходу, де говориться про створення неба і землі.
У рядку 15 слово עלכן (івр. тому) пишеться разом, хоча в масоретському тексті воно ще складається з двох слів, з'єднаних маккефом.
У рядку 16 замість «день суботній» написано «день сьомий». Це знову ж відповідає тексту Септуагінти.
Рядок 17 до версії Виходу додає фразу «щоб добре тобі було», наявну в тексті Повторення Закону. Фактично і тут текст папірусу дослівно слідує Септуагінті в книзі Вихід, де написано ινα ευ σοι γενηται.
Зміну порядку заповідей зустрічаємо в рядку 18. Обидві версії заповідей з масоретського П'ятикнижжя слідують порядку «Не вбивай, Не чини перелюбу, не кради», але Папірус каже «Не чини перелюбу, не вбивай, не кради». У Септуагінті три короткі заповіді дані в такому порядку: Не чини перелюбу, не кради, не вбивай. Ісус у Новому Заповіті цитує ці заповіді в такому порядку: Не чини перелюбу, не вбивай, не кради, тобто саме відповідно до порядку з Папірусу (Євангеліє Марка 10:19; Луки 18:20, Послання до римлян 13:9, Послання Якова 2:11). В Євангелії Матвія 19:18 бачимо відповідність масоретському тексту.
Про дев'яту заповідь в манускрипті сказано «Не свідкуй неправдиво», що відповідає Повторенню Закону. Заповідь Виходу забороняє «свідоцтво помилкове».
Десята заповідь майже дослівно відтворює версію Повторення Закону. Згідно Масоретським текстом, вірш Повторення Закону 6:4 починається словами «Слухай, Ізраїль». Папірус Неша в рядку 22 містить слова, яких немає у масоретів, але ці слова точно відповідають віршу 4 в Септуагінті. І далі єврейський текст манускрипту повністю слідує тексту Септуагінти.
У рядку 24 збереглася примітна деталь. Наприкінці вірша 4 стоїть єврейське слово הוא, яке в даному випадку служить дієсловом-зв'язкою, яке в грецькому тексті Септуагінти виражається дієсловом εστιν. В масоретському тексті слово הוא відсутнє. Воно не є обов'язковим у реченні, але манускрипт навіть в традиції Шма відповідає грецькому тексту Септуагінти і Нового Заповіту (Євангеліє Марка 12:29).
Еммануїл Тов у своїй чудовій праці «Текстологія Старого Заповіту», обговорюючи Папірус Неша, говорить таке: «Очевидно, що даний складений текст показує швидше літургійну, ніж біблійну традицію (пор. його вміст з тефіллін і мезузот, знайденими в Кумрані), тому його цінність для текстології обмежена». На сторінках 118 і 119 він повідомляє про паралелі з деякими кумранськими текстами (4QDeutn, 4QMez A, 4QPhyl G, 8QPhyl) і вказує, що їх відмінність від Масоретського тексту пояснюється тим, що тефіллін і мезузот не було потрібно копіювати з письмового джерела, тобто їх найчастіше відтворювали з пам'яті.
Ф. Буркітт у своїй роботі повідомляє таке: «Нам відомо з обох Талмудів, що в давнину був звичай читати 10 заповідей перед Шма, який пізніше скасували через вимогу християн». Він посилається на Єрусалимський Талмуд - Берахот 1:8 (4) і вавилонський Талмуд - Берахот 12а. Цим пояснюється складу тексту в папірусі. Він припускає, що папірус належав побожному єврею, що жив в Єгипті, який використовував даний документ у своєму щоденному поклонінні Богу. Жив власник манускрипту явно до того, як згадану вище традицію було скасовано. Враховуючи те, що текст папірусу дуже близький до текстуальної традиції Септуагінти, Буркітт робить висновок, що манускрипт ґрунтується на єврейському сувої, який був відомий в Єгипті у другому столітті до н. е., і з якого було зроблено грецький переклад, який дійшов до нас, названий Септуагінта.